# Bonchon Chicken
Bonchon Chicken (em coreano: 본촌치킨; Hanja: 本村치킨) é uma franquia internacional de restaurantes de frango frito coreano com sede em Dallas, Texas, Estados Unidos. De acordo com a empresa, Bonchon é uma palavra coreana que significa “Minha cidade natal”.

## História
O restaurante Bonchon Chicken teve início em 2002 em Busan, Coreia do Sul. O primeiro local nos Estados Unidos foi em Fort Lee, Nova Jérsia. Posteriormente, espalhou-se pela Califórnia, Nova Iorque, Connecticut, Illinois, Pensilvânia, Maryland, Massachusetts, Minnesota, Nova Jérsia, Virgínia, Carolina do Norte, Flórida, Texas, Delaware e estado de Washington. A franquia coreana de frango frito opera atualmente em 21 estados dos Estados Unidos e em 13 países espalhados pelo mundo.
Em 2021, a Bonchon mudou sua sede global para Dallas, Texas.
Em 2023, o artista tailandês Vachirawit Chivaaree foi anunciado como o primeiro embaixador da marca Bonchon.